# 纪凤台
尼古拉·伊万诺维奇·纪凤台（俄语：Николай Иванович Тифонтай，羅馬化：Nikolay Ivanovich Tifontai，？—1910年），原名纪凤台（俄语：Цзи Фэнтай），大清皮草商人，主要在俄羅斯帝國哈巴羅夫斯克經商，後歸化為華裔俄罗斯人。

## 生平

### 早年经历

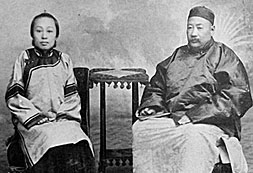
纪凤台与妻子

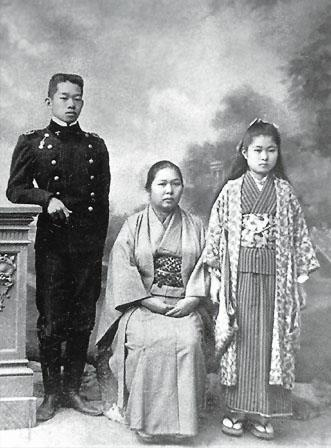
纪凤台的妻子和一對儿女，女兒和妻子穿着應為日本和服

纪凤台出生于大清山东省黄县，其早年经历不详。最初从山东烟台来到伯力做生意、搞工程承包。后来从事皮草贸易活动，成为黑龙江中部最大的毛皮收购商之一。当他的生意做大之后，他试图在贸易活动上帮助他的老乡。
1873年作为翻译随同俄罗斯帝国政府为建设远东港口和城市而在山东省招募的首批大清劳工一同来到俄罗斯。不久后他开始为滨海边疆区和哈巴罗夫斯克政府做翻译。

### 多次申請加入俄国国籍
1885年7月，纪凤台决定加入俄国国籍，他向滨海边疆区的军官巴拉诺夫少将递交了相应的申请，却因没有加入东正教而遭到拒绝。
1886年，作为俄方代表参与沙皇政府与清政府之间的《中俄珲春东界约》谈判。在谈判過程中，纪凤台欺骗了自己的同胞，导致边界界标放置在了错误的位置，使得相当大的一片领土黑瞎子岛被划入哈巴罗夫斯克（中华人民共和国只能在2005年通过《中俄国界东段的补充协定》将其收回）。
1891年3月，当时的储君尼古拉二世到访海参崴。在一次外出散步时，他偶然地进入纪凤台的店中，在和纪凤台交谈后让其帮忙选购皮草。翌日，纪凤台来送皮草时方得知尼古拉二世的身份，尼古拉二世提议纪凤台到政府任职，纪凤台拒绝了这一提议。而后，尼古拉二世将俄罗斯商人能获得的最高荣誉赐予了他。
1891年7月20日，纪凤台再次写下申请入籍俄罗斯的请愿书，政府接受了他的请愿书，但要求其必须受洗并剪掉辫子，在当时的清朝，剪辫是死罪。
1891年10月7日，他向俄属远东总督安德烈·科尔夫申请在不剪辫的情况下入籍俄罗斯，被拒绝。

### 正式成為俄國公民
1893年12月18日，在完成所有的准备工作后，纪凤台終於正式加入俄罗斯国籍，并获得俄语名：尼古拉·伊万诺维奇·纪凤台。
在俄国对大清满洲的经济扩张中，纪凤台扮演了重要角色。日俄战争期间，纪凤台为俄国牺牲很大，日本当局曾缺席“判他死刑”，并且“没收他在满洲和关东省的全部财产”。
纪凤台除了积极投身于公众和慈善事业，还因他为信仰东正教所做的贡献而获得了一枚奖章。他还曾赞助修建海参崴波克罗夫斯基公园内的教堂和东方研究所（现为遠東國立技術大學）。
纪凤台死后，其亲属请求按照东正教仪式进行祭祷，遭俄国东正教会拒绝，理由是“纪凤台始终是忠于孔夫子的”。1910年，纪凤台在俄国圣彼得堡逝世。1910年1月12日，遗体从俄国圣彼得堡运回大清哈尔滨下葬。

## 家庭
纪凤台据称有过4任妻子，首任为中国人，第二个妻子为日本人井野氏，生育有一个儿子（弗拉基米尔·尼古拉耶维奇·纪凤台）和一个女儿（维拉），第三个妻子为俄罗斯人叶芙多基娅·尼古拉耶夫娜·博罗夫斯卡娅，生育有次子尼古拉·尼古拉耶维奇·纪浩林，第四个妻子是中国人杨氏。
目前，在俄罗斯莫斯科、新西伯利亚、比斯克和叶卡捷琳堡等地均有纪凤台的后人，衍生出纪凤台（Тифонтай）、纪和林（Тихолин，汉字俄文译音，具体汉字写法不详）和纪（Ти）三个姓氏。